# Titulcia
Titulcia és un municipi de la Comunitat Autònoma de Madrid. Està situat entre els municipis de Ciempozuelos, Chinchón, Morata de Tajuña, Villaconejos, i Aranjuez.
És una població d'origen almenys protohistòric, si s'ha de jutjar per algunes troballes arqueològiques, i se situa prop de la confluència dels rius Jarama i Tajuña. El nom actual del poble és modern; es remunta a un decret de Ferran VII d'Espanya el 1814 que va donar crèdit a la creença general que aquí se situava la Titulcia citada als itineraris romans. El seu nom tradicional, des dels temps de la repoblació cristiana al segle xii, fins al començament del segle xix, va ser «Bayona de Tajuña».